# Ейджек
Ейджек (англ. Ajak, англ. вимова: [ˈeɪdʒek]), або Аяк — вигаданий персонаж з коміксів американського видавництва створений Джеком Кірбі. Вперше Ейджек з'явився у випуску «Вічні»  #2 у серпні 1976 року. Ейджек є одним з Вічних, раси надлюдей у всесвіті Marvel. Також персонаж перебував у Загоні Богів, часто постаючи перед читачами як героєм, так і лиходієм.
Сальма Хаєк грає Аяк у Кіновсесвіті Marvel, дебютувавши у фільмі «Вічні» (2021).

## Історія публікації
Ейджек був створений Джеком Кірбі і вперше з'явився у випуску «Вічні»  #2 (серпень 1976) . Згодом персонаж з'являвся у цій серії коміксів у випусках  #3-4 (вересень–жовтень 1976 року),  #7 (січень 1977 року) та  #12 (червень 1977 року).
Ейджек згодом з'явився в «Щорічнику Тора»  #7 (1978) (у спогадах, як Ейджекс), у коміксах «Тор. Том 1»  #284 (червень 1979 року),  #291 (січень 1980 року),  #300–301 (жовтень–листопад 1980 року); «Битва чемпіонів. Том 1»  #1 (червень 1982 року), «Щорічник Залізної людини»  #6 (1983 рік), «Месники. Том 1»  #248 (жовтень 1984 року), «Вічні: Фактор Ірода» (листопад 1991 року), «Месники. Том 1»  #361 (квітень 1993 року) та «Зоряний вибух»  # 1 (січень 1994 року).
Потім понад десять років персонаж не з'являвся у коміксах. У міні-серії «Вічні», написаній Нілом Ґейманом Ейджек, ненадовго з'явився у випусках  #5–7 (грудень 2006, січень 2007 і березень 2007 років). Він також з'явився у лінійці "Неймовірний Геркулес"  #117-120 (липень-серпень 2008 року).
Ейджек відзначений в «Офіційному довіднику Всесвіту Marvel»  #1 та у спеціальному виданні довідника  #10.

## Вигадана біографія
Ейджек — один із Полярних Вічних, групи майже безсмертних Вічних, чий форпост знаходився десь в Уральських горах на території сучасної Російської Федерації. У Бабилоні близько 2,5 тис. років до н. Ейджек був серед Вічних, які зіткнулися з Девіантами та їхнім лідером, Воєначальником Кро. Близько 1200 до н.е. Ейджек та його брат Арекс працювали в Греції, де були відомі як Ейджекс Великий та Ейджекс Менший, відповідно. Близько 1000 н. е. Ейджек вступив у контакт з корінними жителями Південної Америки в районі сучасного Перу, де він прийняв образ бога інків Текумоцина і бога ацтеків Кетцалькоатля, використовуючи передові знання Вічних для допомоги індіанцям. Коли ж Третє воїнство Целестіалів, що створили Вічних і Девіантів, відвідали Перу, Ейджек виконував роль переговорника, передаючи повідомлення та попередження Целестіалів богам Землі. Разом із Зурасом Ейджек склав план відбуття Целестіалів із Землі. Після цього Ейджек разом зі своїми Вічними-помічниками поринув у анабіоз на території імперії інків високо в Андах.
Через кілька століть інший Вічний, Ікаріс, пробудив Ейджека та його помічників якраз під час прибуття Четвертого воїнства Целестіалів на Землю . Ейджек знову став переговорником і потоваришував з археологом, доктором Деніелом Даміаном, розкривши йому багато секретів Міста Космічних Богів. Ейджек разом із доктором Даміаном потрапив у силове поле, що оточувало місце прибуття Четвертого Воїнства. Агенти «Щ.И.Т.», перетворені Целестіалами в атоми після спроби втечі, атакували Ейджека. Пізніше Вічний боровся з борцем інків. Але Целестіали залишили Землю і відлетіли. Незабаром Ейджек разом з іншими Вічними утворив Єдиний Розум, щоб досліджувати інші світи. Зрештою Ейджек повернувся до Міста Космічних Богів. Але за його відсутности Девіанти вбили дочку Даміана, Марго. Лікар звинуватив у події Вічних та Девіантів. Використовуючи технології Целестіалів, Даміан перетворив Ейджека на монстра і послав його вбити Дебору і Томаса Ріттер, нащадків Кро і Тени. Дітей було врятовано, а Ейджек повернувся до нормального життя. Але під час свого полювання Вічний убив кілька інших дітей під час свого полювання, їх смерті та зради Даміана довго переслідували його. Ейджек вирішив самозруйнуватися, знищивши при цьому Даміана.

### Таємне вторгнення
У серії коміксів «Таємне вторгнення» 2008 року Ейджек залишає Вічних і приєднується до «Загону Богів» Геркулеса, щоб воювати з богами Скруллів. Це необхідно не тільки для захисту Землі, але і для кращого розуміння Скруллів, тому що є підвидом Девіантів. Творцями і Вічних, і Девіантів є Целестіали, єдиною сполучною ланкою з якими є Маккарі, здатний спілкуватися зі Сплячим Целестіалом. Вважаючи Геркулеса поганим лідером команди, Ейджек приймає на себе командування. Через відсутність плану Сніговий птах гине. Згодом сам Ейджек гине у зіткненні з одним із Богів Скруллів, Клібном.

### Заколот проти Маккарі
Відроджений Ейджек та інші Вічні продовжують місію пробудження Вічних, які через дії Спрайта більше не пам'ятають, хто вони насправді, і живуть людським життям. Усередині Ейджека зростає обурення по відношенню до Маккарі через те, що той є обраним сполучним зі Сплячим Целестіалом. У цей же час Ікаріс і Друїґ прагнуть розбудити і звернути якнайбільше «сплячих» Вічних на свої сторони. У Перу Ейджек знаходить Вічного, відомого як Ґільґамеш, змушує його повірити, що Вічні, вірні Ікаріса, насправді є Девіантами. Ейджек робить це з вірности Друїґу, та якщо з образи на Маккарі, що у команді Ікаріса. Ґільґамеш жорстоко вбиває Маккарі, чому Друїґ і Леґба стають свідками. Потім Ейджек підходить до Маккарі і повідомляє Серсі, що Друїґ та його Вічні вбили Маккарі.
Іноді під час подій цієї лінійки коміксів Ейджек допомагає Вічним битися з Молодими Богами, котрі повернулися з корабля Целестіалів. В основному, Ейджек спостерігає за битвою з Олімпії, насолоджуючись поразкою Молодих Богів Маккарі. Але перед неминучою загибеллю Маккарі, Ейджек вирішує втрутитися, вважаючи, що навіть такий Вічний, як Маккарі, заслуговує на краще, ніж смерть від рук «ціх богохульників». Як відомо, Ейджек знову став спостерігати за Сплячим Целестіалом.

### Смерть
Коли Останнє Воїнство Целестіалів прибуло на Землю, Ейджек разом з усіма Вічними наклав на себе руки, усвідомивши справжню мету, для якої вони були створені.

## Сили та здібності
Ейджек має стандартні для Вічного здібності: маніпулювання космічною енергією та повний контроль над власною клітинною будовою, нескінченна тривалість життя, регенерація клітин, надлюдська сила, здатність до польоту, телепортації та енергетичних пострілів.
У міні-серії "Вічні" було розкрито, що Ейджек має здатність спілкуватися з Целестіалами при їх наближенні.

## Інші версії

### Фільм
- Сальма Хаєк грає Аяк, жіночу версію персонажа, духовну лідерку команди і Верховну Вічну, у фільмі Кіновсесвіту Marvel «Вічні» (2021).[18][19] Режисеркою виступила Хлоя Чжао, а прем'єра відбулась 4 листопада 2021.[20]

### Телебачення
- Кірбі Морроу[en] озвучив Еджека в анімаційному серіалі "Лицарі Marvel: Вічні" [21].